# HMS Ark Royal (1914)
HMS Ark Royal (II) — гидроавиатранспорт, принимал активное участие в Первой мировой войне. В 1934 году после нового переоборудования стал называться HMS Pegasus, участвовал во Второй мировой войне (в 1939 году во время атаки на «Ройял Оук» находился рядом с последним и принял на борт около 400 человек, спасенных с потопленного линкора).

## История
Заложен как торговое судно, куплен Адмиралтейством в мае 1914 года. Достроен в качестве гидроавиатранспорта «Ark Royal».
В первую мировую войну служил на Средиземном море, осуществлял поддержку войск Антанты.
Во время гражданской войны в России оказывал поддержку войскам ВСЮР, участвовал в Новороссийской эвакуации войск белых и беженцев в порты Крыма в марте 1920 года. Разгружался, в частности, в порту Феодосии.
Прошёл ремонт с ноября 1920 года по апрель 1921 года, по окончании выведен в резерв. Вновь введен в строй в сентябре 1922 года в качестве авиатранспорта. В апреле 1923 года проходит переоборудование на Мальте и остаётся в строю в качестве плавбазы. В декабре 1934 года переименован в HMS Pegasus, чтобы освободить имя для нового корабля. В 1938 году получил новую катапульту.
Участвовал во Второй мировой войне, в 1939 году получил торпеду в борт. В 1940 году оборудован для запуска истребителей Fairey Fulmar с катапульты и с 1940 по 1941 годы сопровождал конвои. При сопровождении конвоев корабль нёс 3 истребителя, предназначавшихся для защиты от действий морской авиации Германии и противодействия подводным лодкам. При израсходовании топлива, предполагалось, что самолёты будут садиться «на брюхо», прямо в море, а их экипажи будут спасены кораблями конвоя. Таким образом, корабль повторял концепцию Catapult Aircraft Merchantman — торговых авианосцев. С декабря 1940 по июль 1941 провёл 9 конвоев. С конца 1941 года служил в качестве транспорта и учебного корабля. В феврале 1944 года выведен из состава боевого флота и используется в качестве блокшива. В октябре 1946 года продан частному владельцу для последующей перестройки в торговое судно, но работы не были завершены и корабль продали на слом в 1949 году.

## Конструкция
Значительные изменения в конструкции судна были сделаны для его преобразовании в гидроавиатранспорт. Силовая установка переехала на корму, а взлётная палуба заняла переднюю часть судна. Изначально палуба предназначалась для ремонта и обслуживания гидросамолетов, но после установки катапульты с неё стали запускать колёсные самолеты, которым для посадки необходимо было использовать наземные аэродромы. Два 3-тонных паровых крана для подъема самолётов через люк с/на взлётную палубу или спуска/подъёма гидросамолётов с/на воду.

## Однотипные корабли
Ariguani, Maplin, Patia, Pegasus, Springbank.